# Ingenieurkontor Lübeck
Ingenieurkontor Lübeck Prof Gabler Nachf GmbH (IKL) – niemieckie przedsiębiorstwo w formie prawnej spółki z ograniczoną odpowiedzialnością (GmbH) z siedzibą w Lubece, spółka zależna Howaldtswerke-Deutsche Werft. Założone w 1958 roku przez profesora Ulricha Gablera biuro konstrukcyjne specjalizujące się w projektowaniu konstrukcji okrętów podwodnych dla niemieckiej marynarki wojennej oraz klientów zagranicznych.